# Avenida Edézio Vieira de Melo
A Avenida Edézio Vieira de Melo, popularmente conhecida como Av. Explosão, é um logradouro, do tipo via, localizada na Zona Sul de Aracaju (SE).

## Avenida da explosão
Um fato marcante da história da via aconteceu na noite de domingo do dia 13 de abril de 1980, quando um depósito de fogos clandestino pertencente a um tenente do Corpo de Bombeiros explodiu na Avenida Edézio Vieira de Melo. O estrondo foi ouvido em praticamente toda a cidade. Casas que estavam até 500 metros do local da explosão tiveram seus vidros estilhaçados. Doze pessoas morreram e centenas ficaram feridas. Por conta desse acidente a Avenida Edézio Vieira de Melo é popularmente conhecida como “Avenida da Explosão”.